# شهرستان بیلی (تگزاس)
بیلی (به انگلیسی: Bailey) شهرستانی در ایالت تگزاس است. در سرشماری سال ۲۰۱۰، جمعیت این شهرستان ۷٬۱۶۵ نفر اعلام شد. مرکز بیلی شهر میولشو است. شهرستان بیلی در سال ۱۹۱۸ تأسیس شد.

## جغرافیا
طبق اداره آمار آمریکا، این شهرستان مساحتی در حدود ۲٬۱۴۳ کیلومتر مربع دارد.

### شهرها
- میولشو